# Brachypeza simplex
Brachypeza simplex är en tvåvingeart som beskrevs av Bukowski 1934. Brachypeza simplex ingår i släktet Brachypeza och familjen svampmyggor. Inga underarter finns listade i Catalogue of Life.